# Чемпіонат світу з гірськолижного спорту 2017
Чемпіонат світу з гірськолижного спорту 2017 —  44-й за ліком чемпіонат світу проходив з 6 по 19 лютого 2017 року на горі Піц-Найр у місті Санкт-Моріц, Швейцарія.
Це був п'ятий чемпіонат світу в Санкт-Моріці. Попередні відбулися 1934, 1948, 1974 та 2003 років.

## Медалі

### Медальний залік
| Місце  | Країна      | Золото | Срібло | Бронза | Загалом |
| ------ | ----------- | ------ | ------ | ------ | ------- |
| 1      | Австрія     | 3      | 4      | 2      | 9       |
| 2      | Швейцарія   | 3      | 2      | 2      | 7       |
| 3      | Франція     | 2      | 0      | 0      | 2       |
| 4      | Канада      | 1      | 1      | 1      | 3       |
| 4      | США         | 1      | 1      | 1      | 3       |
| 6      | Словенія    | 1      | 0      | 0      | 1       |
| 7      | Норвегія    | 0      | 1      | 1      | 2       |
| 8      | Ліхтенштейн | 0      | 1      | 0      | 1       |
| 8      | Словаччина  | 0      | 1      | 0      | 1       |
| 10     | Швеція      | 0      | 0      | 2      | 2       |
| 11     | Німеччина   | 0      | 0      | 1      | 1       |
| 11     | Італія      | 0      | 0      | 1      | 1       |
| Усього | Усього      | 11     | 11     | 11     | 33      |

- Країну-господарку виділено

### Чоловіки
| Дисципліна              | Золото                 | Золото  | Срібло                   | Срібло  | Бронза                        | Бронза  |
| ----------------------- | ---------------------- | ------- | ------------------------ | ------- | ----------------------------- | ------- |
| Швидкісний спуск        | Беат Фойц Швейцарія    | 1:38.91 | Ерік Гей Канада          | 1:39.03 | Макс Франц Австрія            | 1:39.28 |
| Супергігант             | Ерік Гей Канада        | 1:25.38 | К'єтіль Янсруд Норвегія  | 1:25.83 | Мануель Осборн-Парадіс Канада | 1:25.89 |
| Гігантський спалом      | Марсель Гіршер Австрія | 2:13.31 | Роланд Лайтінгер Австрія | 2:13.56 | Лейф Крістіан Гауген Норвегія | 2:14.02 |
| Слалом                  | Марсель Гіршер Австрія | 1:34.75 | Мануель Феллер Австрія   | 1:35.43 | Фелікс Нойройтер Німеччина    | 1:35.68 |
| Гірськолижна комбінація | Лука Ерні Швейцарія    | 2:26.33 | Марсель Гіршер Австрія   | 2:26.34 | Мауро Кав'єцель Швейцарія     | 2:26.39 |

### Жінки
| Дисципліна              | Золото                    | Золото  | Срібло                    | Срібло  | Бронза                     | Бронза  |
| ----------------------- | ------------------------- | ------- | ------------------------- | ------- | -------------------------- | ------- |
| Швидкісний спуск        | Ілька Штугець Словенія    | 1:32.85 | Штефані Фенір Австрія     | 1:33.25 | Ліндсі Вонн США            | 1:33.30 |
| Супергігант             | Ніколь Шмідгофер Австрія  | 1:21.34 | Тіна Вайратер Ліхтенштейн | 1:21.67 | Лара Гут Швейцарія         | 1:21.70 |
| Гігантський слалом      | Тесса Ворлі Франція       | 2:05.55 | Мікейла Шиффрін США       | 2:05.89 | Софія Годжа Італія         | 2:06.29 |
| Слалом                  | Мікейла Шиффрін США       | 1:37.27 | Венді Гольденер Швейцарія | 1:38.91 | Фріда Гансдоттер Швеція    | 1:39.02 |
| Гірськолижна комбінація | Венді Гольденер Швейцарія | 1:58.88 | Мішель Гізін Швейцарія    | 1:58.93 | Міхаела Кірхгассер Австрія | 1:59.26 |

### Змішані
| Дисципліна | Золото                                                                                   | Срібло                                                                                             | Бронза                                                                                                  |
| ---------- | ---------------------------------------------------------------------------------------- | -------------------------------------------------------------------------------------------------- | --- |
| Командні   | Франція Адлін Бо Мюньє Настазія Ноан Тесса Ворлі Матьє Февр Жульєн Лізеру Алексі Пентюро | Словаччина Тереза Янчова Вероніка Велез-Зузулова Петра Влгова Матей Фалат Адам Жампа Андреас Жампа | Швеція Фріда Гансдоттер Марія П'єтіля-Гольмнер Емелі Вікстрем Маттіас Гаргін Густав Лундбек Андре Мюрер |

## Виноски
1. ↑  Ski WC 2017: St. Moritz awarded Ski World Championships 2017. Архів оригіналу за 12 грудня 2012. Процитовано 10 лютого 2017.
2. ↑  Протокол
3. ↑  Протокол
4. ↑  http://medias4.fis-ski.com/pdf/2017/AL/5206/2017AL5206RLR2.pdf
5. ↑  Nations team event results